# Distretto di Béchar
Il distretto di Béchar è un distretto della provincia di Béchar, in Algeria, con capoluogo Béchar.